# شركة كانساي للطاقة الكهربائية
شركة كانساي للطاقة الكهربائية المساهمة (باليابانية: 関西電力株式会社 كانساي دينريوكو كابوشكي-غايشا
) يرمز لها اختصارا KEPCO كيبكو هي شركة طاقة كهربائية تغطي منطقة كانساي وتشرف على تشغيل 164 محطة توليد طاقة كهربائية.

## اقرأ أيضا
- شركة طوكيو للطاقة الكهربائية